# Меланж (кулинария)
Мела́нж, также яи́чный мела́нж (фр. mélange — «смесь») — яичный полуфабрикат, смесь яичных белков и желтков в соотношении, близком к естественному. Яичную массу, состоящую отдельно из желтков или белков, иногда называют «однородным меланжем». Поставляется в виде замороженных брикетов или в герметичной упаковке.
Применение яиц в промышленной кулинарии затруднено рядом причин: из-за хрупкости скорлупы их проблематично транспортировать, из-за формы — неудобно хранить, в процессе хранения свойства целых яиц заметно ухудшаются. Поэтому в промышленных масштабах используется белково-желтковая смесь, которая лишена этих недостатков. В то же время яйца, лишённые скорлупы, гораздо быстрее портятся, что повышает риск нарушения санитарных условий при использовании меланжа.
Яичный меланж производится в меланжевых цехах птицеперерабатывающих производств или птицефабрик. Куриные яйца проходят сортировку, санитарную обработку, избавляются от скорлупы, перемешиваются, фильтруются, яичная масса пастеризуется и затем замораживаются при температуре от −18 °C до −35 °C, добавки и консерванты не используются. В производстве меланжа не используются яйца водоплавающих птиц и известкованные куриные яйца из-за высокого риска заражения сальмонеллой. Замороженный меланж может храниться до 15 месяцев при температуре −18 °С и не более 6 месяцев при температуре −6 °С (по другим данным не более 10 месяцев при температуре от −5 °С до −10 °С). Перед использованием банки с меланжем размораживают в горячей воде. Некоторые крупные предприятия производят жидкий пастеризованный меланж в асептической герметичной упаковке, что позволяет хранить его до 28 дней при температуре 4—6 °С. Выпускают также меланж со вкусовыми добавками (солью, сахаром, глюконом, глицерином, специями).
Меланж применяют для приготовления продукции, для которой нет необходимости использовать целые яйца и которая подвергаются термической обработке, например, бисквитного и сдобного теста, печенья. Особенно широко используется в промышленном производстве хлебобулочных и кондитерских изделий. Жидкий пастеризованный меланж используется при производстве майонезов и соусов, в ликёроводочной промышленности, в общественном питании при производстве омлетов, кляров.
| Показатель                                            | Меланж | Желтки | Белки |
| ----------------------------------------------------- | ------ | ------ | ----- |
| Влага, %, не более                                    | 75     | 54     | 88    |
| Жиры, %, не менее                                     | 10     | 27     | следы |
| Белки, %, не менее                                    | 10     | 15     | 11    |
| Кислотность, °Т, не более                             | 15     | 30     | —     |
| Щёлочность, град, не более                            | —      | —      | 14    |
| pH                                                    | 7,0    | 5,9    | 0,8   |
| Температура в центре упаковки продукта не выше −5 °C. |        |        |       |

Пищевая ценность меланжа идентична свойствам яиц. На 100 г продукта:
- 12,7 г легкоусвояемых белков;
- 11,5 г жиров, включающих поли- и мононенасыщенные, а также насыщенные жирные кислоты: олеиновую, линолевую, линоленовую, миристиновую и другие;
- 0,7 г углеводов;
- калорийность 157 ккал.

В продукте содержатся витамины А, Е, В2, В12, микро- и макроэлементы: цинк, медь, кобальт, фосфор, серу, натрий.
Путём обезвоживания меланжа (сушкой, сублимацией или иным способом) получают яичный порошок.